# Pétrich
Pétrich (en búlgaro, Пѐтрич) es una ciudad búlgara, capital del municipio homónimo en la provincia de Blagóevgrad. Se ubica en el suroeste del país, a los pies de la montaña Belasica. Pétrich es famosa por los paisajes montañosos que la rodean. En el año 2005, la población ascendía a 35.134 habitantes.
Pétrich se encuentra cerca de la frontera con la Macedonia griega. La frontera es conocida como el paso de Novo Selo-Petrich puesto que la primera ciudad pasada la frontera es Novo Selo. 
El pico Petrich en la isla Livingston en las islas Shetland del Sur, Antártida recibe su nombre por esta localidad.

## Historia
Pétrich fue incluida en el territorio del estado Búlgaro durante el reinado del Knyaz Boris I (852-889). En la Edad Media fue una fortaleza búlgara de gran importancia durante las guerras del zar Samuil (997-1014) con Bizancio. Durante el gobierno otomano, fue inicialmente parte del sanyak de Serez del vilayeto de Rumelia. Después de que se convirtiera en un kaza del sanyak de Serez en el vilayeto de Selanik. Desde el 19 de enero de 1892 Pétrich y su distrito fueron incluidos en el Exarcado búlgaro. Antes de ser incluida en Bulgaria tras la guerras de los Balcanes en 1912. El ejército griego intentó capturar la ciudad en 1925 pero fue detenido en las afueras (véase El incidente de Petrich).

## Economía
La ciudad es un centro para la industria del tabaco y el cultivo de frutas. Tiene dos plantas de maquinaria - para detectores del nivel de agua y detalles para grúas. También hay invernaderos. Produce cacahuetes.